# Heilder

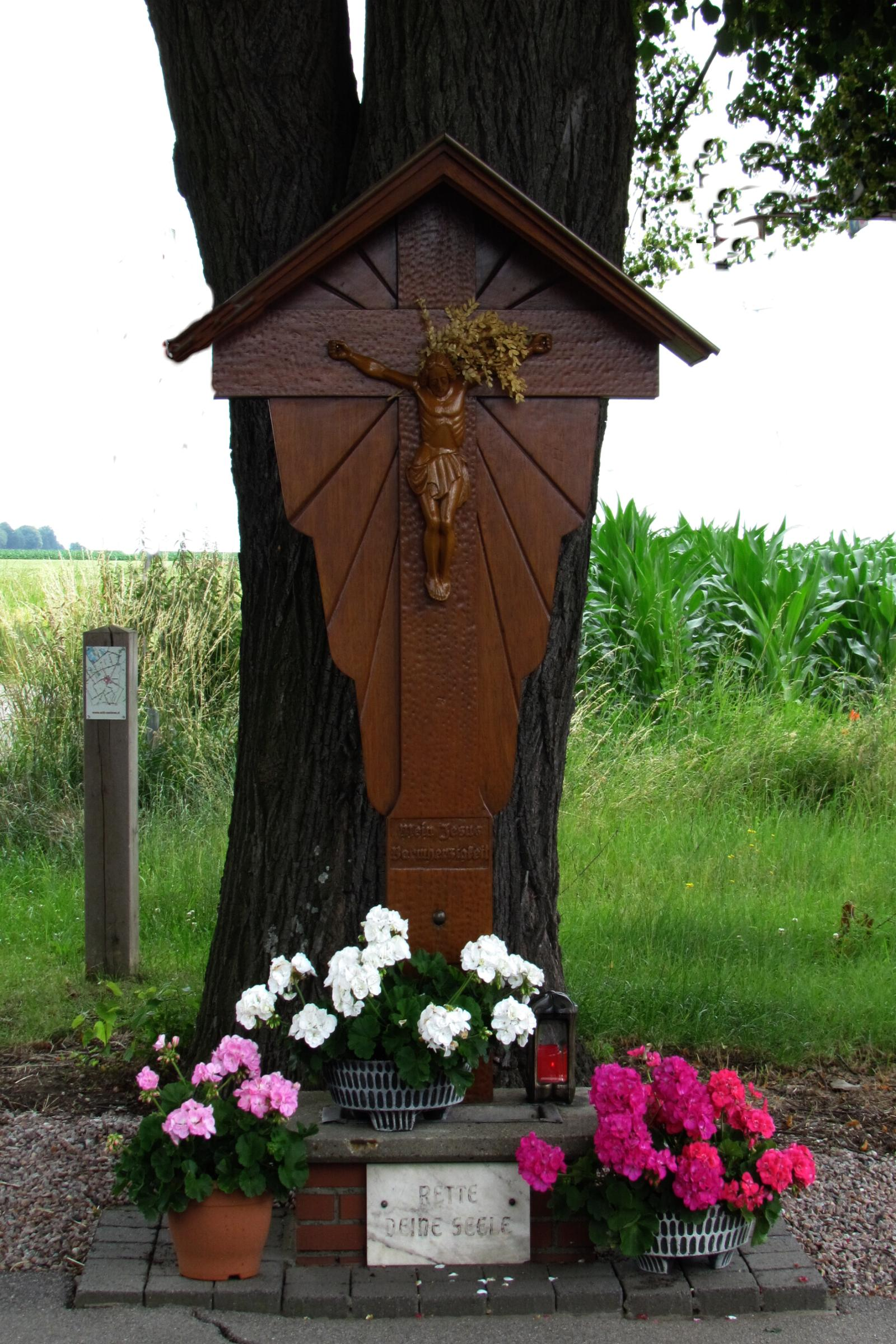
Wegekreuz bei Heilder

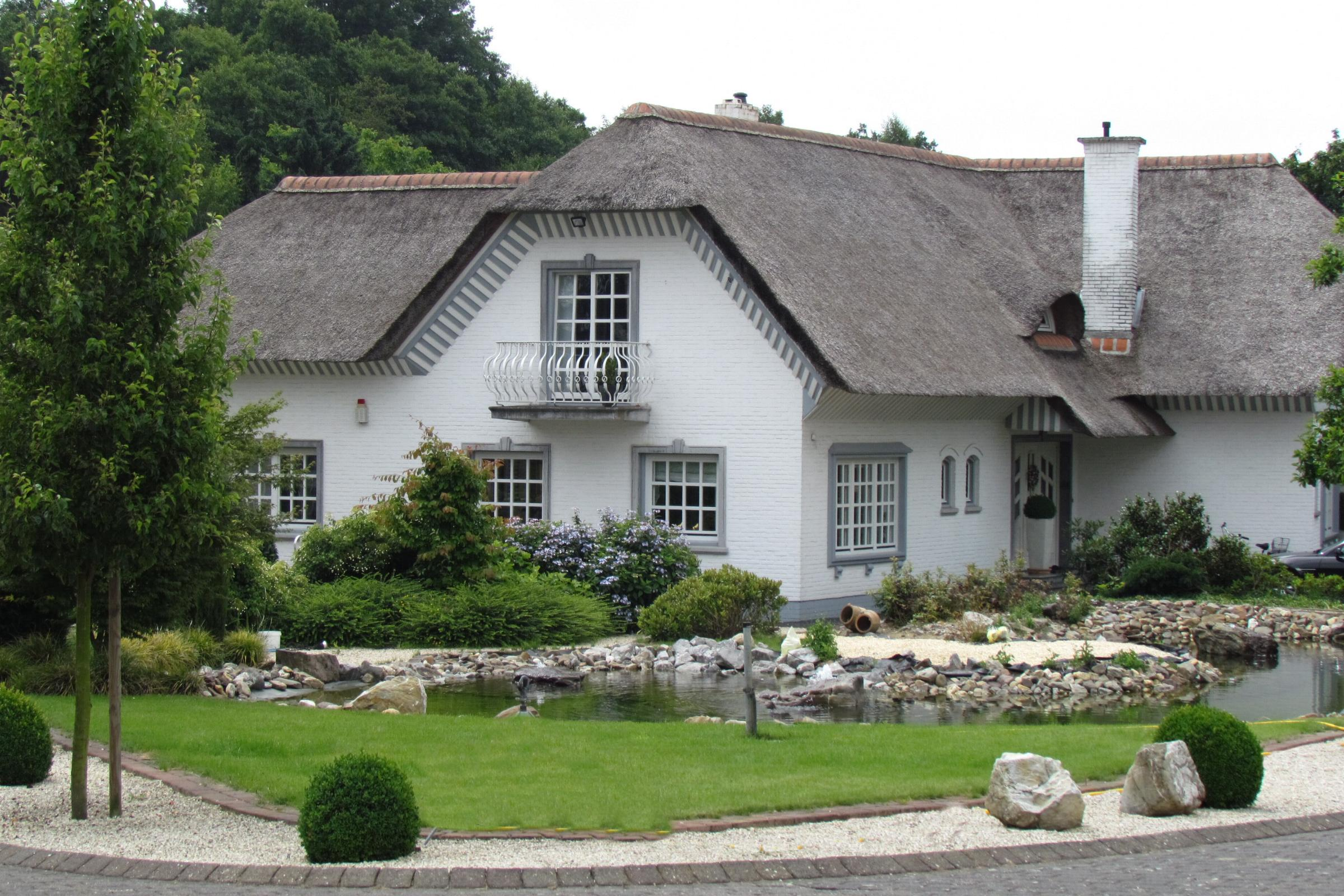
Reetdachhaus

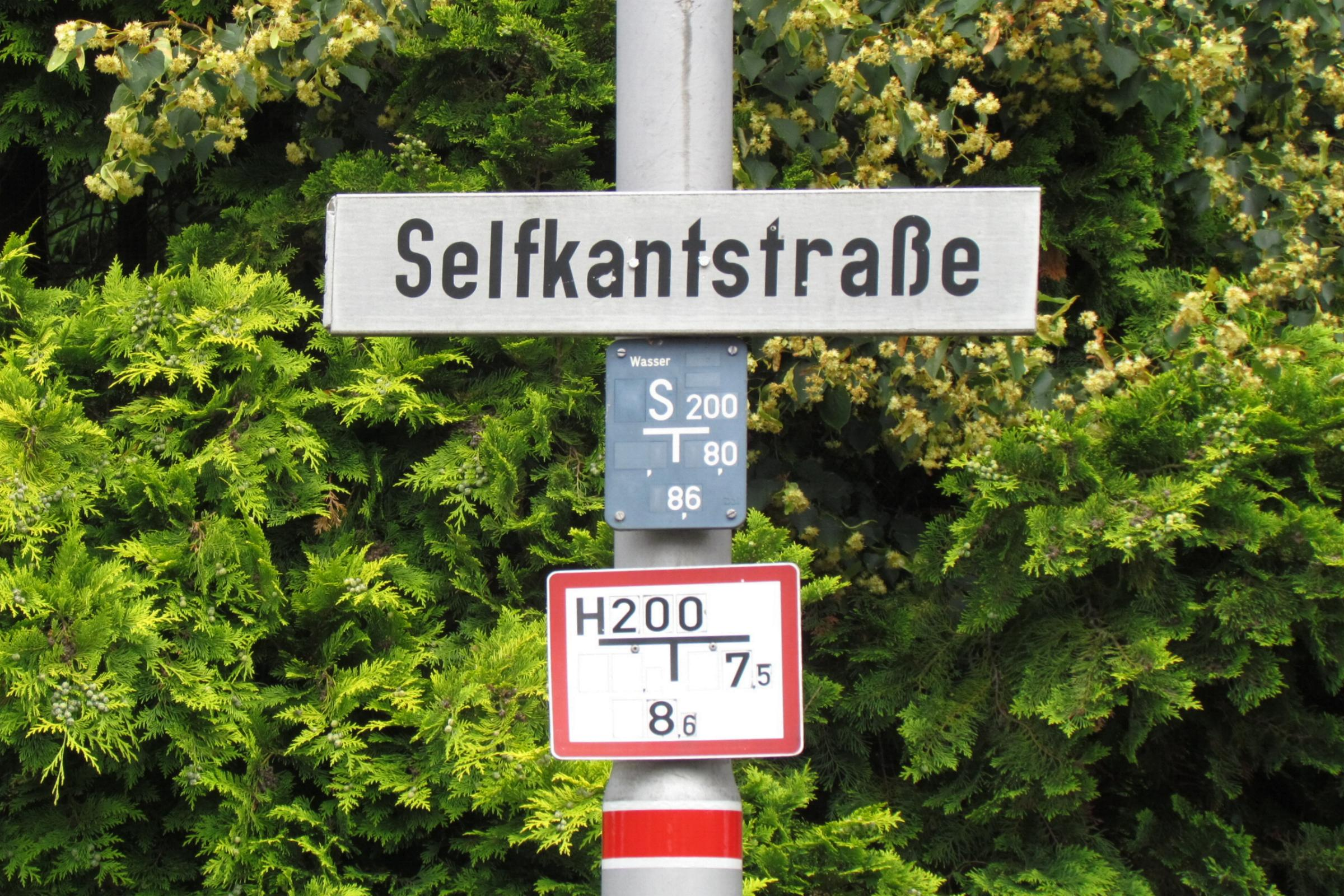
Straßenbezeichnung

Heilder ist ein Ortsteil der Gemeinde Selfkant, der westlichsten Gemeinde Deutschlands im Kreis Heinsberg in Nordrhein-Westfalen.

## Geographie

### Geographische Lage
Die Ortschaft Heilder liegt zwischen den Ortschaften Saeffelen und Höngen im Gemeindegebiet von Selfkant. Im Südwesten wird die Grenze zur Ortschaft Höngen durch den Saeffelbach gegeben. Im Westen ist die L 410 (ehem. N274 Transitstraße) die Grenze zu der Ortschaft Saeffelen.
Die Grenze zu den Niederlanden ist im Norden nur wenige hundert Meter entfernt.

### Naturschutzgebiete
- Höngener und Saeffeler Bruch. Das Naturschutzgebiet Hoengener und Saeffeler Bruch (HS-011)[3]

### Gewässer
Bei Starkregen und bei Schneeschmelze fließt das Oberflächenwasser aus den Bereich Heilder über den Saeffeler Bach in den Rodebach (GEWKZ 281822) und dann weiter in die Maas. Der Rodebach hat eine Länge von 28,918 km bei einem Gesamteinzugsgebiet von 173,385 km².

### Nachbarorte
| Havert | Aan Reijans (NL)                            | Koningsbosch (NL) |
| Stein  | Kompassrose, die auf Nachbargemeinden zeigt | Saeffelen         |
| Höngen | Großwehrhagen                               | Kievelberg        |

### Siedlungsform
Heilder ist ein locker bebauter Weiler am Saeffelbach.

## Geschichte

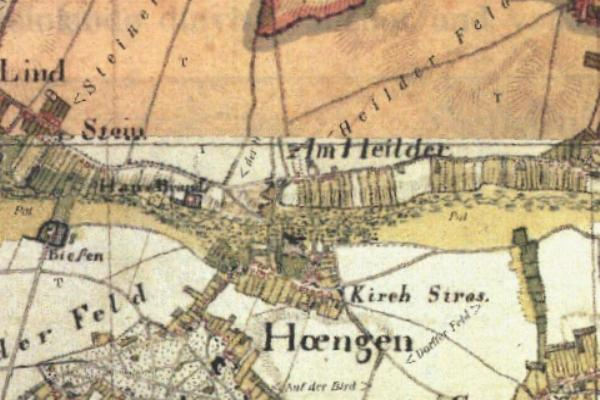
Heilder auf der Tranchotkarte 1803–1820

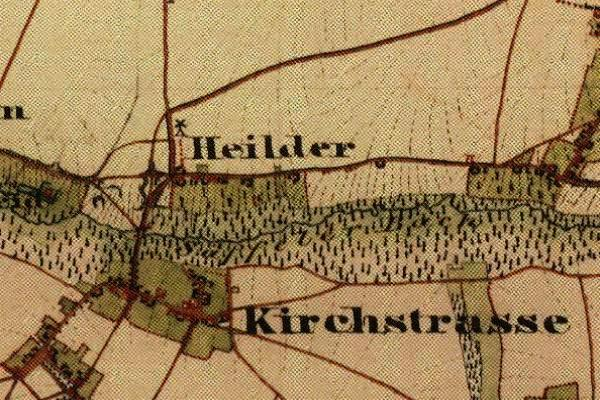
Heilder auf der Urkatasterkarte von 1846

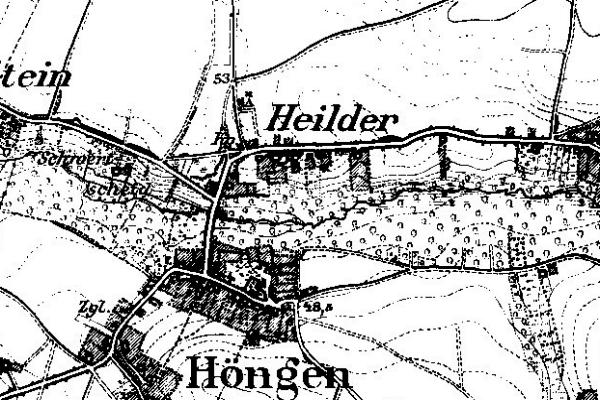
Heilder auf der Neuaufnahme von 1912

### Ortsname
- 14. Jahrhundert Heylair
- 15. Jahrhundert Heylare
- 1803 Heilder

### Ortsgeschichte
Heilder gehörte bis 1282 zunächst zu Millen, dem Sitz des Geschlechts der Herren von Millen, das im Jahre 1282 in die Herrschaft Heinsberg eingegliedert wurde. Im Jahre 1499 erwarb der Herzog von Jülich die Herrschaft Heinsberg und Millen und wurde zum Sitz eines herzoglich-jülichschen Amtmannes.
Von 1794 bis 1815 gehörte Heilder zum französischen Kanton Sittard (siehe Verwaltungseinheiten im Großherzogtum Berg). Nach dem Wiener Kongress 1815 kam Heilder an die preußische Rheinprovinz.
Die Niederlande forderten nach Beendigung des Zweiten Weltkrieges eine Entschädigung für die erlittenen Kriegsschäden in Form einer Gebietsforderung (siehe Niederländische Annexionspläne). Hierzu wurde der Selfkant seit dem 23. April 1949 entsprechend der Schlusserklärung der Londoner Deutschland-Konferenz unter niederländische Auftragsverwaltung gestellt.
In den Nachkriegsjahren verlief die Grenze zu Saeffelen und damit zu Deutschland innerhalb der heutigen Ortschaft Saeffelen. Nach der Rückgabe des Gebietes am 1. August 1963 gehört das Gebiet Selfkant inklusive Heilder wieder zur Bundesrepublik Deutschland. Die Schlagbäume wurden entfernt und die Zollkontrollhäuser zu Wohnhäusern umgebaut. Diese Holzbauten bestehen heute noch und tragen im Volksmund den Namen ‚Kamissebuud‘. Der Teil des Ortes Heilder, welcher östlich der L 410 liegt, wurde durch das Gesetz zur Neugliederung von Gemeinden des Selfkantkreises Geilenkirchen-Heinsberg abgetrennt und der Ortschaft Saeffelen zugeschlagen. Im Volksmund wird dieser Teil von Saeffelen immer noch mit ‚Op de Helder‘ bezeichnet.
Nach dem Zweiten Weltkrieg wurden alle Grundstücke von Deutschen, die sich auf niederländischem Boden befanden, von den niederländischen Behörden enteignet. Die deutsche Regierung versprach eine Ausgleichszahlung, die bis heute noch nicht für Privatpersonen ausbezahlt wurde (Traktatland-Entschädigung). Die Grundstücke im kirchlichen Besitz wurden kurze Zeit später zurückgegeben.
Heilder wird im 15. Jahrhundert als Heylare erwähnt. Ob das Beiwort sich auf Heide bezieht, ist nicht sicher. Das Grundwort -lar könnte Weide oder Sumpf bedeuten

### Religionen

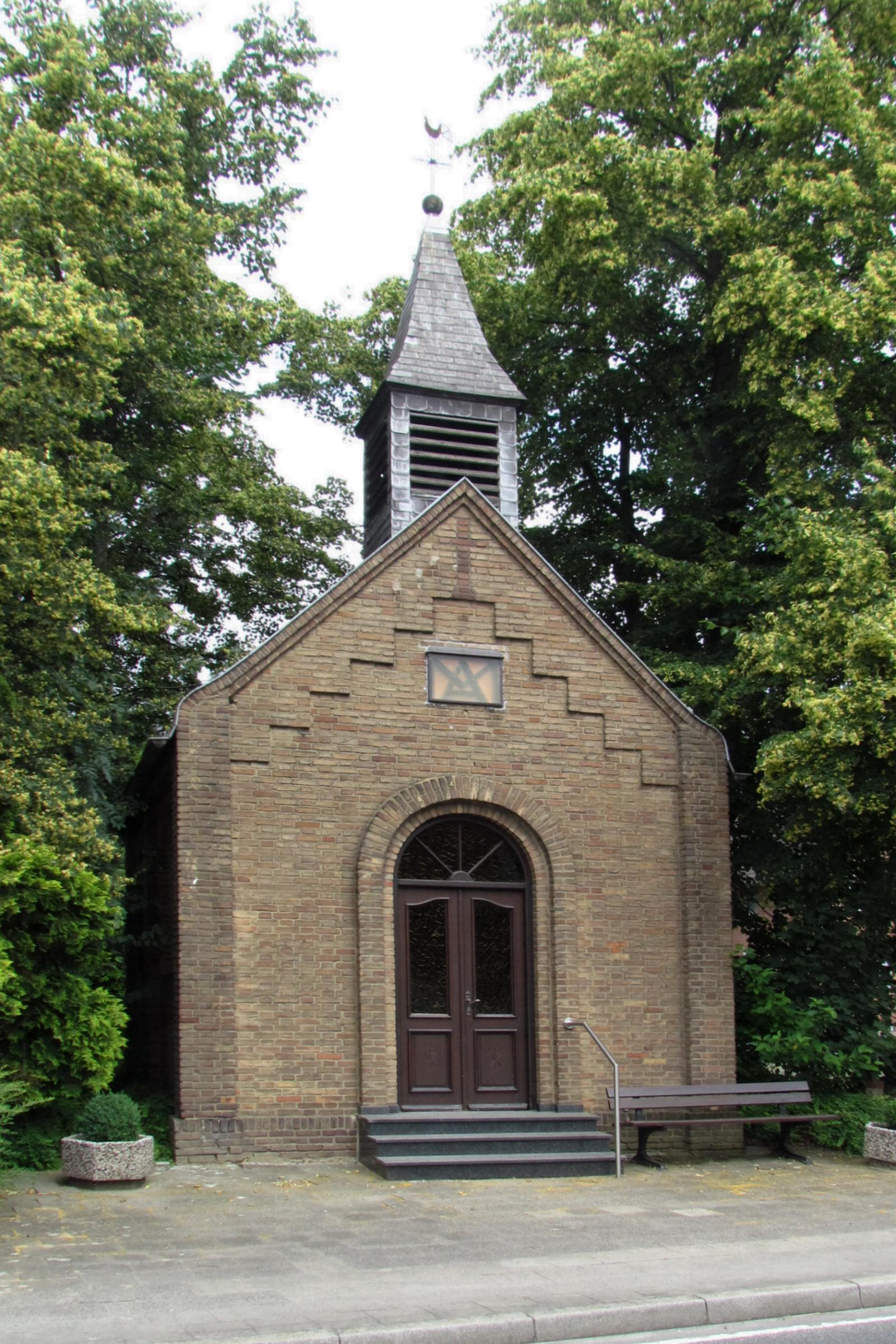
Kapelle

Die Konfession ist überwiegend katholisch; Heilder ist der Pfarre Saeffelen angegliedert.
Im Ort Heilder befindet sich auch eine katholische Kapelle, im alten Ortsteil (jetzt Saeffelen) befand sich eine evangelische Kirche, die zurzeit als Wohnhaus benutzt wird.
Im Zuge der Pfarrgemeindereformen im Bistum Aachen wurde die ehemals eigenständige katholische Pfarrgemeinde St. Lucia Saeffelen in die Gemeinschaft der Gemeinden (GdG) St. Servatius Selfkant eingegliedert.

## Kultur und Sehenswürdigkeiten
- Die Kapelle enthält einen geweihten Stein; sie wird für Hochzeiten und Taufen benutzt.
- Weiterhin ist eine alte Molkerei vorhanden.

## Wirtschaft und Infrastruktur

### Straßenverkehrsanbindung

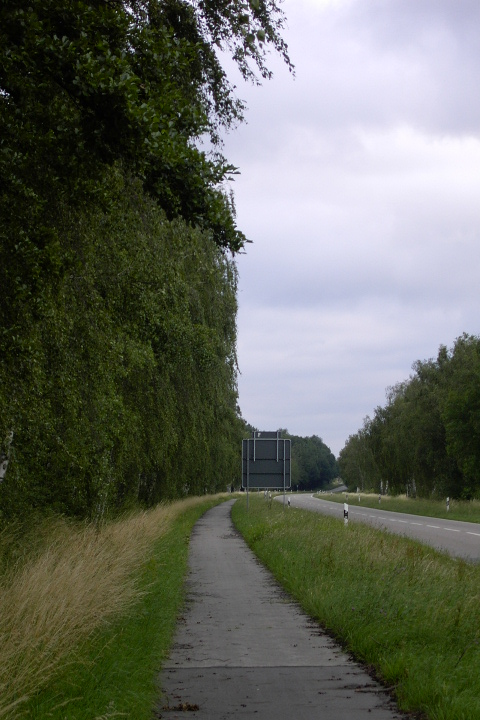
Transitstraße 410 in Heilder

- Landesstraße 228 Sittard (Niederlande) – Heinsberg
- Landesstraße 410 Koeningsbosch (Niederlande) – Brunssum (Niederlande)
- Fahrradwegenetz des Kreises Heisberg und Radverkehrsnetz NRW.

### Autobahnanbindung
| BAB  | Streckenabschnitt        | Anschlussstelle | Entfernung |
| ---- | ------------------------ | --------------- | ---------- |
| A 46 | Heinsberg – Düsseldorf   | AS Heinsberg    | 15 km      |
| A 44 | Aachen – Mönchengladbach | AS Aldenhoven   | 30 km      |
| A 4  | Aachen – Köln            | AS Weisweiler   | 40 km      |

### Bahnanbindung
Ab Bahnhof Geilenkirchen (ca. 15 km Entfernung)
| Linie | Linienbezeichnung | Linienverlauf                              |
| ----- | ----------------- | ------------------------------------------ |
| RE 4  | Wupper-Express    | Aachen–Mönchengladbach–Düsseldorf–Dortmund |
| RB 33 | Rhein-Niers-Bahn  | Aachen–Mönchengladbach–Krefeld–Duisburg    |

### Busanbindung
Die AVV-Linien 434, 436 und 475 der WestVerkehr verbinden Heilder wochentags mit Höngen, Geilenkirchen und Heinsberg.
Zudem verkehrt der Multi-Bus seit dem 9. Juni 2024 kreisweit erweitert und zu einheitlichen Bedienzeiten. Mehr Informationen gibt es bei WestVerkehr.
| Linie | Linienverlauf |
| ----- | --- |
| 434   | Geilenkirchen Bf – Bauchem – Niederheid – Hatterath – Gillrath – Birgden – Schierwaldenrath Bf – Langbroich – Schümm – Brüxgen – Breberen – Saeffelen – Heilder – Höngen |
| 436   | Heinsberg Busbf – Selsten – (Hontem – (Waldfeucht –) Bocket –) Abzw. Nachbarheid – Breberen – Saeffelen – Heilder – Höngen (→ Stein → Havert → Schalbruch → Isenbruch → Millen → Tüddern)                                                                                                   |
| 475   | (Oberbruch – Unterbruch) / Heinsberg Agentur für Arbeit – Heinsberg Busbf – Lieck –Kirchhoven – Vinn – Haaren – Obspringen – Brüggelchen – Waldfeucht – Bocket – Abzw. Nachbarheid – Breberen – Saeffelen – Heilder – Höngen – (Stein – Havert – Schalbruch – Isenbruch – Millen –) Tüddern |

### Landwirtschaft
Die Landwirtschaft in Heilder ist im Süden durch Bruchland, Bachgründe bzw. Wald geprägt. Im Norden wird der Anbau von Zuckerrüben, Getreide und Erdbeeren betrieben.

## Vereine
- Freiwillige Feuerwehr Selfkant, Löscheinheit Höngen-Saeffelen
- St. Sebastianus Schützenbruderschaft Saeffelen
- Sozialverband VdK Deutschland – Ortsverband Selfkant betreut Heilder

## Regelmäßige Veranstaltungen
- Vogelschuss der Bruderschaft in Saeffelen
- Patronatsfest und Kirmes in Saeffelen

## Straßennamen
Am Saeffelbach, Am Sportplatz, An der Mühle, Selfkantstraße